# ФК Орел (Враца)
Орел (Враца) е несъществуваш футболен отбор от град Враца, създаден през 1917 и съществувал до 1945 година. През 1928 година за кратко е обединен с Ботев, под името БО-28, а през 1930 година се обединява с Чеган (Враца) под името Орел-Чеган (ОЧ-30). Участник е на финалите на 9 държавни първенства, като най-големия си успех постига на Първото държавно футболно първенство през 1924 година, достигайки до полуфинала, където е отсранен от Победа (Пловдив). Цветовете на отбора са били бяло и черно.